# 아라키다 유코
아라키다 유코(荒木田裕子, 1954년 2월 14일 ~ 2024년 9월 16일)는 일본의 배구 선수이자 올림픽 챔피언이었다. 이후 아시아올림픽평의회(OCA) 선수위원회 위원장을 역임했다.
아라키다는 1976년 올림픽에서 일본 우승팀의 일원이었다.
2012년 2월, 아라키다는 2020년 하계 올림픽 개최를 위한 도쿄도의 스포츠 디렉터로 임명되었다.
아라키다는 2024년 9월 16일 70세의 나이로 사망했다.